# Nahunta
Nahunta är administrativ huvudort i Brantley County i Georgia. Nahunta grundades officiellt år 1925.